# Allgemeine Deutsche Biographie

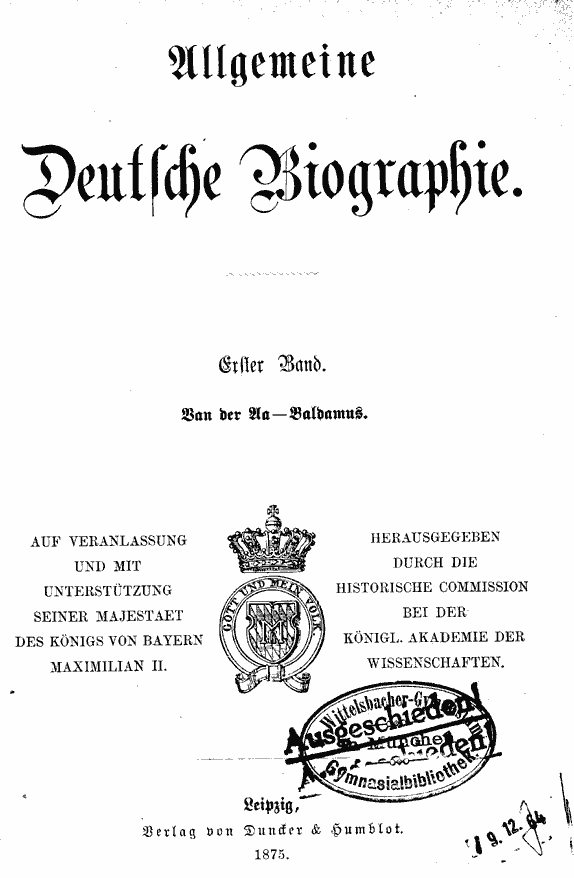
Titelblad van de eerste band van de Allgemeinen Deutschen Biographie (1875)

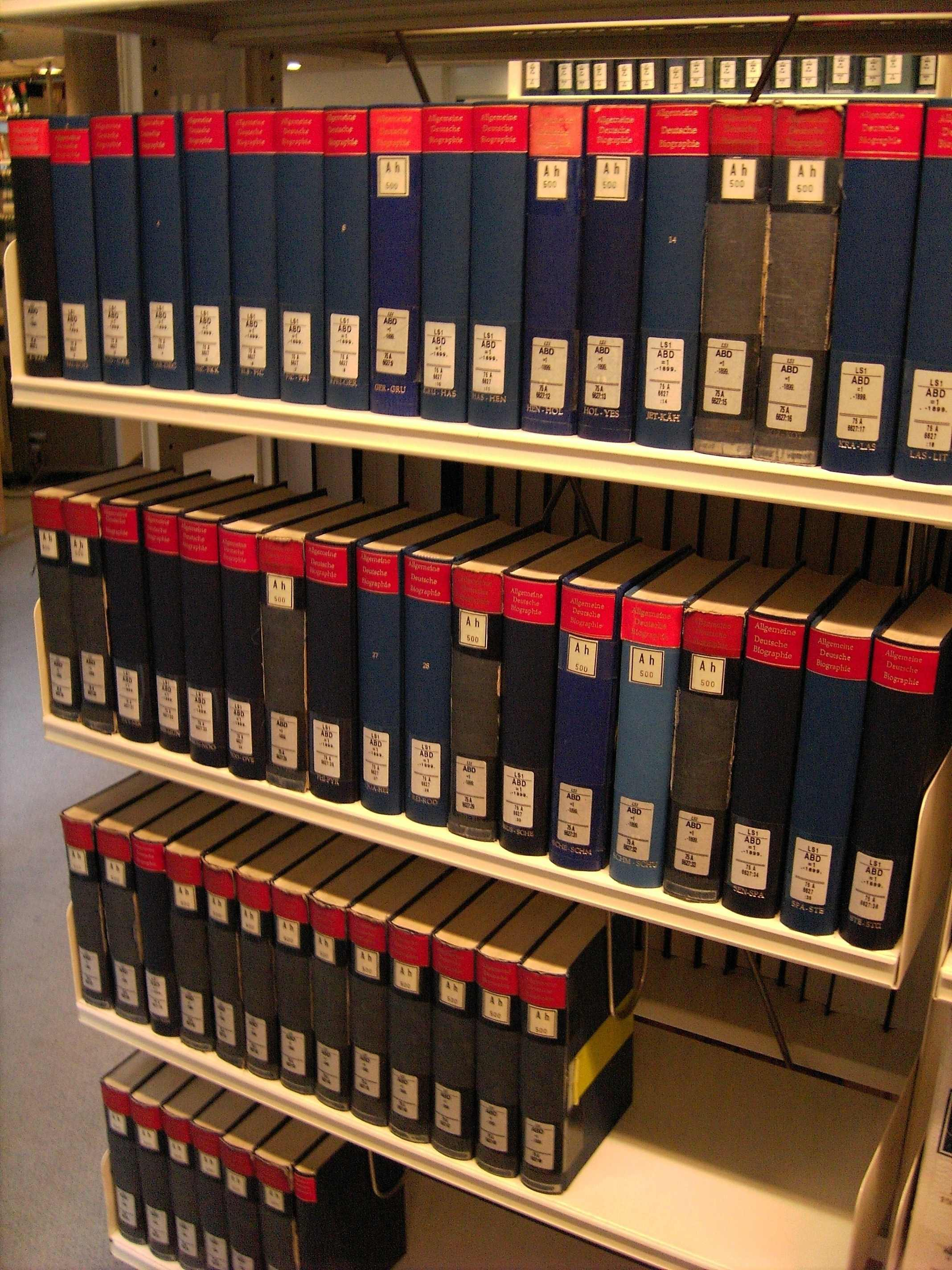
Banden van de Allgemeinen Deutschen Biographie

De Allgemeine Deutsche Biographie (ADB) is een van de belangrijkste en meest uitgebreide biografische woordenboeken in het Duitse taalgebied.
Het naslagwerk werd tussen 1875 en 1912 gepubliceerd door de Geschiedkundige Commissie van de Bayerische Akademie der Wissenschaften. De ADB bestaat uit 56 banden en werd gedrukt in Leipzig bij Duncker & Humblot.
Zij bevat de biografieën van zowat 26.500 personen die allen gestorven zijn voor 1900 en die leefden in het Duitse spraakgebied van hun periode. Hierin zijn ook de personen begrepen die leefden in de Nederlanden voor 1648.
In 1953 werd begonnen met de opvolger, de Neue Deutsche Biographie. Deze reeks zal omstreeks 2020 voltooid zijn.

## Overzicht van de banden
1. Van der Aa – Baldamus. 1875
2. Balde – Bode. 1875
3. Bode – von Carlowitz. 1876
4. Carmer – Deck. 1876
5. Von der Decken – Ekkehart. 1877
6. Elben – Fickler. 1877
7. Ficquelmont – Friedrich Wilhelm III. von Sachsen-Altenburg. 1878
8. Friedrich I. von Sachsen-Altenburg – Gering. 1878
9. Geringswald – Gruber. 1879
10. Gruber – Hassencamp. 1879
11. Hassenpflug – Hensel. 1880
12. Hensel – Holste. 1880
13. Holstein – Jesup. 1881
14. Jetzer – Kähler. 1881
15. Kähler – Kircheisen. 1882
16. Kircher – v. Kotzebue. 1882
17. Krabbe – Lassota. 1883
18. Lassus – Litschower. 1883
19. v. Littrow – Lysura. 1884
20. Maaß – Kaiser Maximilian II. 1884
21. Kurfürst Maximilian I. – Mirus. 1885
22. Mirus – v. Münchhausen. 1885
23. v. Münchhausen – v. Noorden. 1886
24. van Noort – Ovelacker. 1887
25. Ovens – Philipp. 1887
26. Philipp (III.) von Hessen – Pyrker. 1888
27. Quad – Reinald. 1888
28. Reinbeck – Rodbertus. 1889
29. v. Rodde – v. Ruesch. 1889
30. v. Rusdorf – Scheller. 1890
31. Scheller – Karl Schmidt. 1890
32. Karl v. Schmidt – G. E. Schulze. 1891
33. Hermann Schulze – G. Semper. 1891
34. Senckenberg – Spaignart. 1892
35. Spalatin – Steinmar. 1893
36. Steinmetz – Stürenburg. 1893
37. Sturm (Sturmi) – Thiemo. 1894
38. Thienemann – Tunicius. 1894
39. Tunner – de Vins. 1895
40. Vinstingen – Walram. 1896
41. Walram – Werdmüller. 1896
42. Werenfels – Wilhelm d. Jüngere, Herzog zu Braunschweig und Lüneburg. 1897
43. Wilhelm d. Jüngere, Herzog zu Braunschweig und Lüneburg – Wölfelin. 1898
44. Günzelin von Wolfenbüttel – Zeis. 1898
45. Zeisberger – Zyrl; Supplement tot 1899: v. Abendroth – Anderssen. 1900
46. Supplement tot 1899: Graf J. Andrassy – Fürst Otto von Bismarck. 1902
47. Supplement tot 1899: v. Bismarck-Bohlen – Dollfus. 1903
48. Supplement tot 1899: Döllinger – Friedreich. 1904
49. Supplement tot 1899: Kaiser Friedrich III. – Hanstein. 1904
50. Supplement tot 1899: Harkort – v. Kalchberg. 1905
51. Supplement tot 1899: Kálnoky – Lindner. 1906
52. Supplement tot 1899: Linker – Paul. 1906
53. Supplement tot 1899: Paulitschke – Schets. 1907
54. Supplement tot 1899: Scheurl – Walther. 1908
55. Supplement tot 1899: Wandersleb – Zwirner. 1910
56. Algemeen register. 1912